# Travnik (kasárna)
Kasárna Travnik se nacházející ve stejnojmenném bosenském městě, v jeho východní části, na třídě Kalibunar.
Areál byl zbudován v období Rakousko-uherské nadvlády nad Bosnou, nejspíše na počátku 20. století (spolu s domem důstojníků).
Dne 4. ledna 1944 byla měla být kasárna bombardována letectvem západních spojenců, nicméně vzhledem ke špatnému počasí letci zasáhli pouze nedalekou lesní železnici a střed města. Kasárna tehdy sloužila pro německé okupační vojsko, které bylo v severní části Bosny dislokováno. Později byla kasárna užívána jednotkami Jugoslávské lidové armády. Nesla název po Petru Mećavovi, partyzánském bojovníkovi, který padl na podzim 1944 při osvobozování města. Během střetů se bojovalo i o kasárna.
Po roce 1992 připadla Armádě Bosny a Hercegoviny. Během války v 90. letech 20. století se zde nejspíše nacházelo i vězení a byli zde internování bojovníci bosenskosrbských sil. Stavba slouží v současné době pro Ozbrojené síly Bosny a Hercegoviny, nachází se zde výcvikové centrum. Od roku 2012 je součástí areálu i vojenská kaple.
V roce 2020 byl její areál využit pro umístění nemocných během pandemie nemoci covid-19.